# Шан-Макхдум (аеропорт)
Аеропорт Шан Макхдум (ІАТА: RJH, ІКАО: VGRJ) (англ. — Shah Makhdum Airport) — аеропорт у Бангладеш, в місті Раджшахі.
Розташований на широті 24°26'13", довготі 88°36'59", висота над рівнем моря — 17 м.

## Авіакомпанії і міста призначення
- Biman Bangladesh Airlines (Дака, Саїдпур)

| Прапор Бангладеш | Це незавершена стаття про Бангладеш. Ви можете допомогти проєкту, виправивши або дописавши її. |